# Coup de foudre royal

Coup de foudre royal (Whatever Love Means) est un téléfilm britannique réalisé par David Blair et diffusé en 2005.

## Fiche technique
- Scénario : William Humble[2]
- Montage : Mark Day
- Durée : 95 min
- Pays :  Royaume-Uni
- Musique : Anne Dudley

## Distribution
- Laurence Fox : le prince Charles
- Olivia Poulet : Camilla Parker Bowles
- Simon Wilson : Andrew Parker Bowles
- Alex Moen : la princesse Anne
- Richard Johnson : Lord Mountbatten
- Michelle Duncan (en) : Diana Spencer
- Peter Egan : le prince Phillip
- Stella McCusker : la reine
- Lucy Brown : Georgina
- Kieran Gough : Henry
- Laura Murphy : Amanda
- Andrea Riseborough : Anna Wallace
- Freya Berry : Fiona
- Dominic Colenso : le prince Andrew
- Sara James : Christabel
- Orla O'Rourke : Sarah Spencer
- Charlotte Bradley : la princesse Margaret
- Doreen Andrew : la reine mère
- Michael Twomey : le majordome
- Tony Browne : l'nspecteur
- Hayley Atwell : Sabrina Guinness
- David Ryan : l'ami soldat
- John McGrath : le valet du prince Charles
- Malcolm Douglas : l'intervieweur
- Kiva Murphy : Orla